# Bayavävare
Bayavävare (Ploceus philippinus) är en asiatisk fågel i familjen vävare med vid utbredning från Pakistan till Vietnam och Indonesien.

## Utseende
Bayavävaren är en medelstor (15 cm), streckad vävare med hos hanen gul och brun fjäderdräkt. Två populationer skiljer sig något åt, framför allt i hanens häckningsdräkt. Västliga fåglar (nominatformen och travancoreensis) har gult på hjässan, bröstet, manteln och skapularerna, men mörkbrunt på örontäckare och strupe. Hanar av östliga fåglar (övriga underarter) har istället beigefärgat bröst och ljus strupe.
Honor och hanar utanför häckningstid har ostreckat beigefärgad eller gulaktig undersida, generellt mindre streckad än hos streckad vävare. Vidare är ögonbrynsstrecket beigefärgat och mindre distinkt, och den saknar både gul halsfläck och tydliga mustasch- och strupsidestreck. Östliga fåglar är något mer beigefärgad på ögonbrynstreck och undersida än västliga.

## Utbredning och systematik
Bayavävare delas in i fem underarter med följande utbredning:
- Ploceus philippinus philippinus – förekommer i låglänta delar från sydöstra Pakistan till västra Indien och Sri Lanka
- Ploceus philippinus travancoreensis – förekommer i sydvästra Indien (Goa till Travancore och Kerala)
- Ploceus philippinus burmanicus – förekommer från nordöstra Indien (Bengalen) till Bangladesh, Assam och Myanmar
- Ploceus philippinus infortunatus – förekommer på Malackahalvön till södra Vietnam, Sumatra och ön Nias
- Ploceus philippinus angelorum – förekommer på slätter i centrala Thailand

## Status och hot
Arten har ett stort utbredningsområde och en stor population med stabil utveckling och tros inte vara utsatt för något substantiellt hot. Utifrån dessa kriterier kategoriserar internationella naturvårdsunionen IUCN arten som livskraftig (LC).

## Bilder

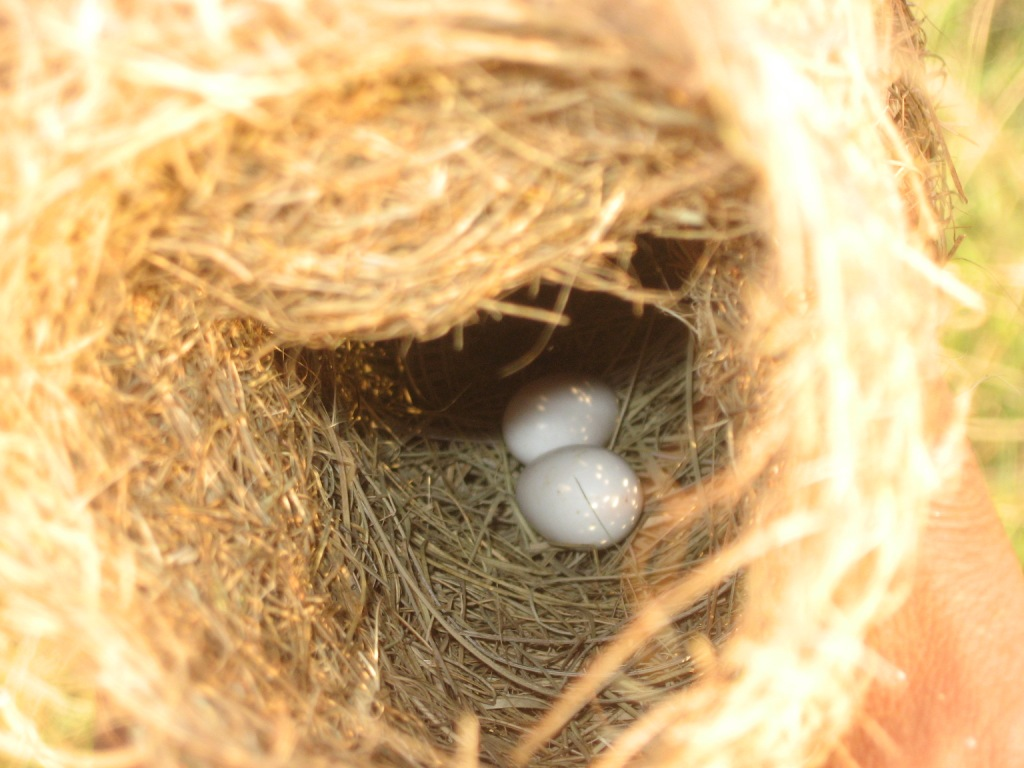
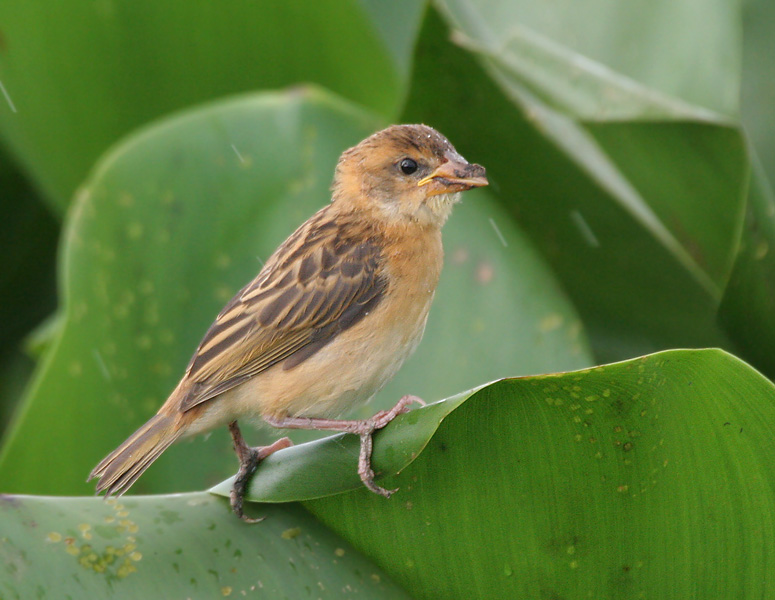
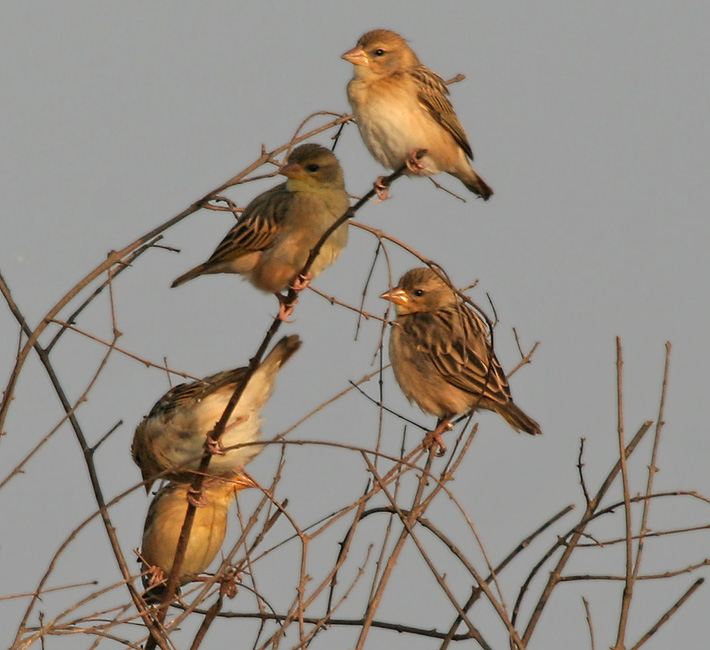
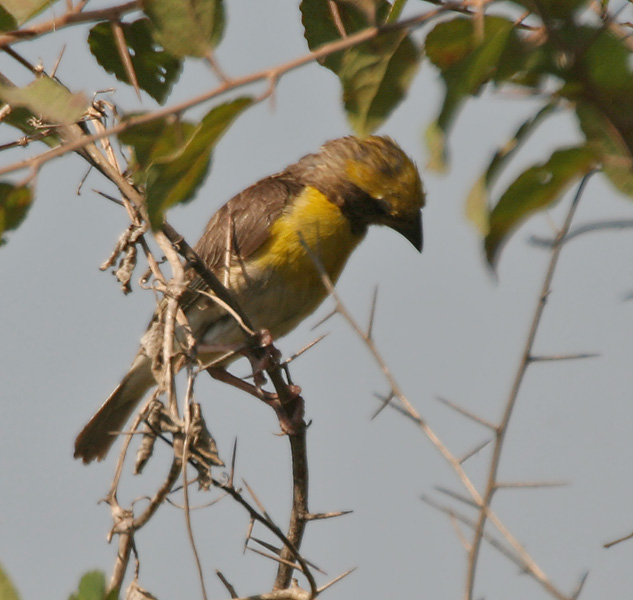
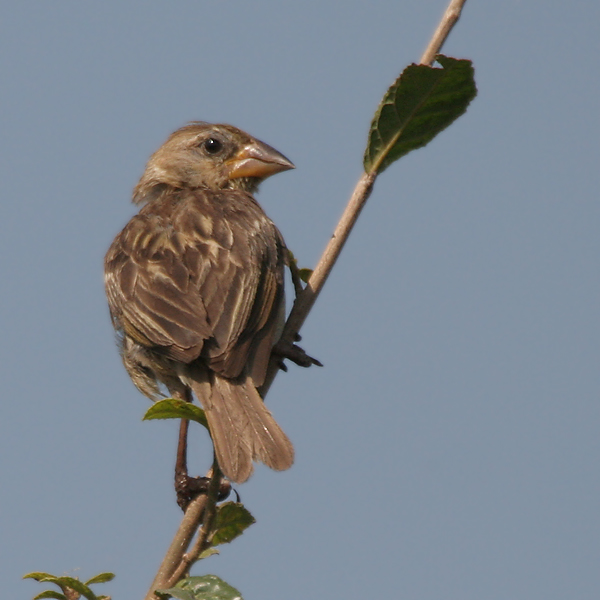